# Pablo de Rokha

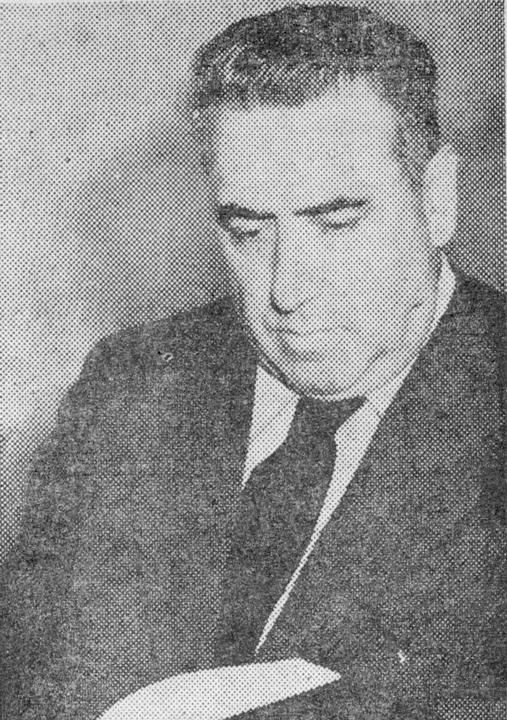
Pablo de Rokha, circa 1944

Pablo de Rokha (eigentlich Carlos Díaz Loyola) (* 17. Oktober 1895 in Licantén, Chile; † 10. Dezember 1968 in Santiago, Chile) war ein chilenischer Dichter und Schriftsteller.
Zunächst schrieb de Rokha romantische, anarchistische und avantgardistische Lyrik. In den 1930er Jahren wandte er sich der Kommunistischen Partei Chiles zu und betätigte sich schriftstellerisch als marxistischer Agitator, verband das aber mit einer strengen christlichen Ethik. In seinem späten Werk mischt sich sozialer Protest mit Optimismus, aber auch Trauer über den Tod seiner Frau (Fuego negro, 1953). In den 1960er Jahren trug er eine literarische Fehde mit seinem Rivalen Pablo Neruda aus, den er als bourgeoisen Künstler bezeichnete und ihm Plagiate vorwarf (Genio del pueblo, 1960). 
Pablo de Rokha war mit der Dichterin Winétt de Rokha (eigentlich Luisa Victoria Anabalón Sanderson, 1892–1951) verheiratet. Sie hatten neun Kinder. 
Vier Monate nachdem sein Sohn sich selbst getötet hatte, erschoss sich de Rokha mit demselben Revolver, den er von David Alfaro Siqueiros geschenkt bekommen hatte. Er erfuhr nicht mehr, dass kurze Zeit vorher eine Straße nach ihm benannt worden war.
Zunächst von der Kritik gering geschätzt, gilt de Rokha heute als einer der größten chilenischen Dichter. Recht spät erhielt er 1965 den Nationalen Preis für Literatur Chiles.

## Anthologie in deutscher Sprache
- Mein Herz brüllt wie ein rotes Tier. Edition Schwarzdruck, 2000.